# Victini
Ne doit pas être confondu avec Vicini.
Victini (anglais : Victini ; japonais : ビクティニ Victini) est un Pokémon fabuleux de type psy et feu, apparu à l'occasion de la cinquième génération.
Pour la première fois dans l'univers Pokémon, il est le premier Pokémon de sa génération à être avant le starter plante dans le Pokédex.

## Création

### Conception graphique
Victini est doté d'oreilles d'une forme qui rappelle un 'V' comme victoire .

### Étymologie
Victini vient du mot victoire et du mot tiny (petit).

## Description
Victini est un Pokémon fabuleux et rare, il génère dans son corps de l'énergie infinie. Quand qu'il touche un allié, il partage cette énergie. On dit qu'un dresseur partenaire à Victini peut remporter tous les combats.
Victini est un Pokémon de petite taille (0,4 m) et de poids léger (4,0 kg).
Il est de couleur beige clair avec un grand V sur son front qui est aussi ses oreilles. Il est doté de petites ailes a l'arrière de son bassin.

## Apparitions

### Jeux vidéo
Victini apparaît dans série de jeux vidéo Pokémon. D'abord en japonais, puis traduits en plusieurs autres langues, ces jeux ont été vendus à plus de 200 millions d'exemplaires à travers le monde.
Victini apparaît dans les jeux vidéo : Pokémon version Noir et Pokémon version Blanche avec un événement, le pass liberté.
Victini fait partie du premier lot de figurines de la technologie de communication en champ proche pour Pokémon Rumble U.

### Série télévisée et films
La série télévisée Pokémon ainsi que les films sont des aventures séparées de la plupart des autres versions de Pokémon et mettent en scène Sacha en tant que personnage principal. Sacha et ses compagnons voyagent à travers le monde Pokémon en combattant d'autres dresseurs Pokémon.
Dans les films Victini et Reshiram, Victini et Zekrom et dans le livre-jeu Mais où est Victini ?, Victini apparait comme personnage principal ou secondaire.